# Area Popolare
Area Popolare, officiellement Area Popolare (NCD-UDC), est une coalition italienne, présente en tant que groupes parlementaires depuis sa fondation en 2014 et qui réunit les parlementaires du Nouveau Centre-droit (puis d'Alternative populaire) et de l'Union de Centre (remplacée par les Centristes pour l'Europe en 2016) ainsi que quelques indépendants. Son leader est Angelino Alfano,.
À la suite de l'échec du référendum de décembre 2016, Lorenzo Cesa de l'Union de centre annonce le départ de la coalition de l'UdC qui ne soutient plus le gouvernement. Faisant suite à cette annonce, les députés de l'UdC, Paola Binetti, Giuseppe De Mita, Rocco Buttiglione et Angelo Cera ainsi que le sénateur Antonio De Poli laissent le groupe parlementaire de Area Popolare. Le sénateur Pier Ferdinando Casini et le député Gianpiero D'Alia, également de l'UdC et favorables à l'alliance avec le NCD, fondent alors un nouveau parti, Centristes pour l'Europe, restant avec le groupe Area Popolare.